# ملجأ الطباخين
ملجأ الطباخين أول كتاب طبخ تركي كتب في عام 1844 كتبه محمد كامل، عالم في علوم الطب الشرعي.

## طالع أيضًا
- دليل الطبخ التركي